# Državno vijeće heraldike pri Parlamentu Gruzije
Državno vijeće heraldike pri Parlamentu Gruzije (gruz. საქართველოს პარლამენტთან არსებული ჰერალდიკის სახელმწიფო საბჭო, sakartvelos parlamentar arsebuli heraldikis sakhelmtsipo sabcho) heraldičko je tijelo u Gruziji, osnovano u Parlamentu Gruzije 29. veljače 2008. godine. Smješteno u Tbilisiju, vijeće savjetuje vladu Gruzije o svim pitanjima vezanim uz heraldiku. Vijećem predsjeda predsjednik kojeg imenuje (i razrješava) predsjedavajući parlamenta Gruzije. Od svog stvaranja 2008. godine, Vijećem je predsjedao Eldar Šengelaja. Mamuka Gongadze zamjenik je predsjednika Državnog heraldičkog vijeća u parlamentu Gruzije.

## Povijest uspostave Državnog vijeća heraldike pri parlamentu Gruzije
Nakon obnove neovisnosti Gruzije, 9. travnja 1991. godine, pojavila se potreba za pripremom pitanja heraldike i veksilologije. Na temelju Rezolucije od 16. prosinca 1993. u Parlamentu Gruzije osnovana je "Radna skupina za prijedloge državnih simbola Gruzije". Cilj grupe bio je pripremiti prijedloge o pitanjima izmjene državnih simbola. 7. veljače 1994.  godine je osnovana "Radna skupina za pripremu državnih simbola Republike Gruzije". Cilj ove skupine bio je podnijeti Državnom ustavnom povjerenstvu vlastita razmatranja i projekte razrade novog Ustava. (Visoki dužnosnici svih ministarstava i instanci bili su uključeni u gore spomenutu skupinu na socijalnoj osnovi). Tako je 19. kolovoza 1994. uspostavljen sastav Komisije za dodjelu borilačkih zastava i počasti oružanih snaga Republike Gruzije i ratificiran njihov akcijski plan. Komisijom je predsjedavao premijer zemlje. 12. kolovoza 1996. godine, predsjednik je izdao Dekret "O osnivanju Državne komisije za simbole Gruzije". Povjerenstvu, kojim je predsjedao predsjednik države, dodijeljeno je da priprema i objavljuje natječaje o kreiranju novih državnih simbola, osigurava javno raspravu i izlaganje natjecateljskog materijala, imenuje žirije natjecanja itd. 
12. kolovoza 1996. stručnjaci Povjerenstva za državne simbole Gruzije osnovali su nevladinu organizaciju "Gruzijsko heraldičko društvo" koja je radila na pitanjima simbola. Na temelju Ukaza predsjednika od 2. ožujka 2004. osnovano je "Privremeno povjerenstvo za državne atribute i prijedloge", koje je omogućilo održavanje natjecanja na temu državnog grba.
14. kolovoza 2004. godine, s ciljem pružanja jedinstvene državne politike u sferi heraldike, definiranja pravnog statusa državnih simbola, njihove upotrebe i zaštite, a u skladu s Uredbom predsjednika № 333, osnovano je Povjerenstvo za heraldiku pri predsjedniku Gruzije. Na temelju toga je Rezolucijom parlamenta Gruzije od 29. veljače 2008. (№ 5778-IR) osnovano Državno vijeće za heraldiku pri parlamentu Gruzije. Vijeće je stalno tijelo koje olakšava vođenje jedinstvene državne politike po pitanju heraldike u zemlji.

## Primarni zadaci i ciljevi Državnog vijeća za heraldiku
Primarni zadaci Državnog vijeća za heraldiku su sljedeći:
a) razrada prijedloga o državnim simbolima;
b) razrada prijedloga o korištenju državnih simbola;
c) sudjelovanje u stvaranju simbola autonomnih republika Abhazije i Adžarije i jedinica samouprave i definiranje njihovih pravila korištenja, također razrada odgovarajućih preporuka;
d) razrada prijedloga za stvaranje i uporabu državnih simbola i diferencijalnih znakova;
e) heraldičko vještačenje državnih simbola i diferencijalnih znakova te priprema odgovarajućih zaključaka o njihovom stvaranju i korištenju;
f) razmatranje nacrta normativnih akata o ugradnji novih državnih simbola i diferencijalnih znakova i priprema odgovarajućeg zaključka;
g) izdavanje heraldičkog materijala u okviru vlastite nadležnosti;
h) promicanje državnih simbola i njihovog značenja u zemlji;
i) unapređivanje i podrška službenim stranicama Državnog vijeća za heraldiku;
j) rješavanje ostalih pitanja vezanih uz regulaciju državnih simbola;
k) provedba ostalih zadataka nametnutih zakonodavstvom Gruzije i ovim odredbama.